# Stadion am Hölzchen
Das Stadion am Hölzchen (zwischenzeitlich auch Wilhelm-Helfers-Kampfbahn) ist ein Fußballstadion in der Hansestadt Stendal, Sachsen-Anhalt. Es ist die Heimspielstätte des Fußballvereins 1. FC Lok Stendal. Nach dem Rückbau der alten Sportanlage wurde an gleicher Stelle bis 2005 ein Stadionneubau ebenfalls mit dem Namen Stadion am Hölzchen errichtet.

## Geschichte
Im Stadion am Hölzchen wurde seit 1910 Fußball gespielt, zunächst von 1910 bis 1945 durch Viktoria Stendal. Ab Beginn im Jahr 1910 wurde der Sportplatz als Viktoria-Sportplatz Heinrichslust bezeichnet. Ab den 1920er Jahren ging die Bezeichnung des Sportplatzes in Sportplatz im Hölzchen über. Nach dem Zweiten Weltkrieg war das Stadion die Heimstätte von Eintracht Stendal beziehungsweise seit 1950 der BSG Lokomotive Stendal, die bis 1968 mehrfach der DDR-Oberliga angehörte. 1951 wurde das Stadion in Wilhelm-Helfers-Kampfbahn umbenannt, deren Kapazität bis 1968 auf 15.000 Zuschauer erhöht wurde. Der Rekordbesuch datiert vom 31. Mai 1970, als ein Spiel der zweitklassigen DDR-Liga zwischen Lokomotive Stendal und dem 1. FC Union Berlin 14.000 Zuschauer hatte. Lokomotive Stendal wurde 1990 in FSV Altmark Stendal umbenannt und 2000 wurde das Stadion wieder in Stadion am Hölzchen rückbenannt. Der FSV Altmark Stendal fusionierte 2002 mit dem 1. FC Stendal zum 1. FC Lok Stendal, der letzter Nutzer des Stadions war. In den frühen 2000er Jahren wurde das alte Stadion am Hölzchen abgerissen und bis 2004 durch einen Neubau, der den gleichen Namen erhielt, ersetzt. Der Neubau bietet 6000 Plätze, von denen etwa 1000 Sitz- und 5000 Stehplätze sind.